# Plac broni
Plac broni – miejsce, plac w fortyfikacji nowożytnej, na którym zbierają się oddziały przed dokonaniem wypadu na przedpole. Może być tworzone zarówno w obrębie fortyfikacji, jak i przez wojska oblegające (w tym wypadku tworzone w systemie aproszy). W systemie bastionowym, place broni lokowano za przedstokiem, poszerzając drogę krytą. W fortach z końca XIX w. plac broni znajdował się za koszarami szyjowymi.
Nazwą tą określano niekiedy plac służący do ćwiczeń wojskowych.

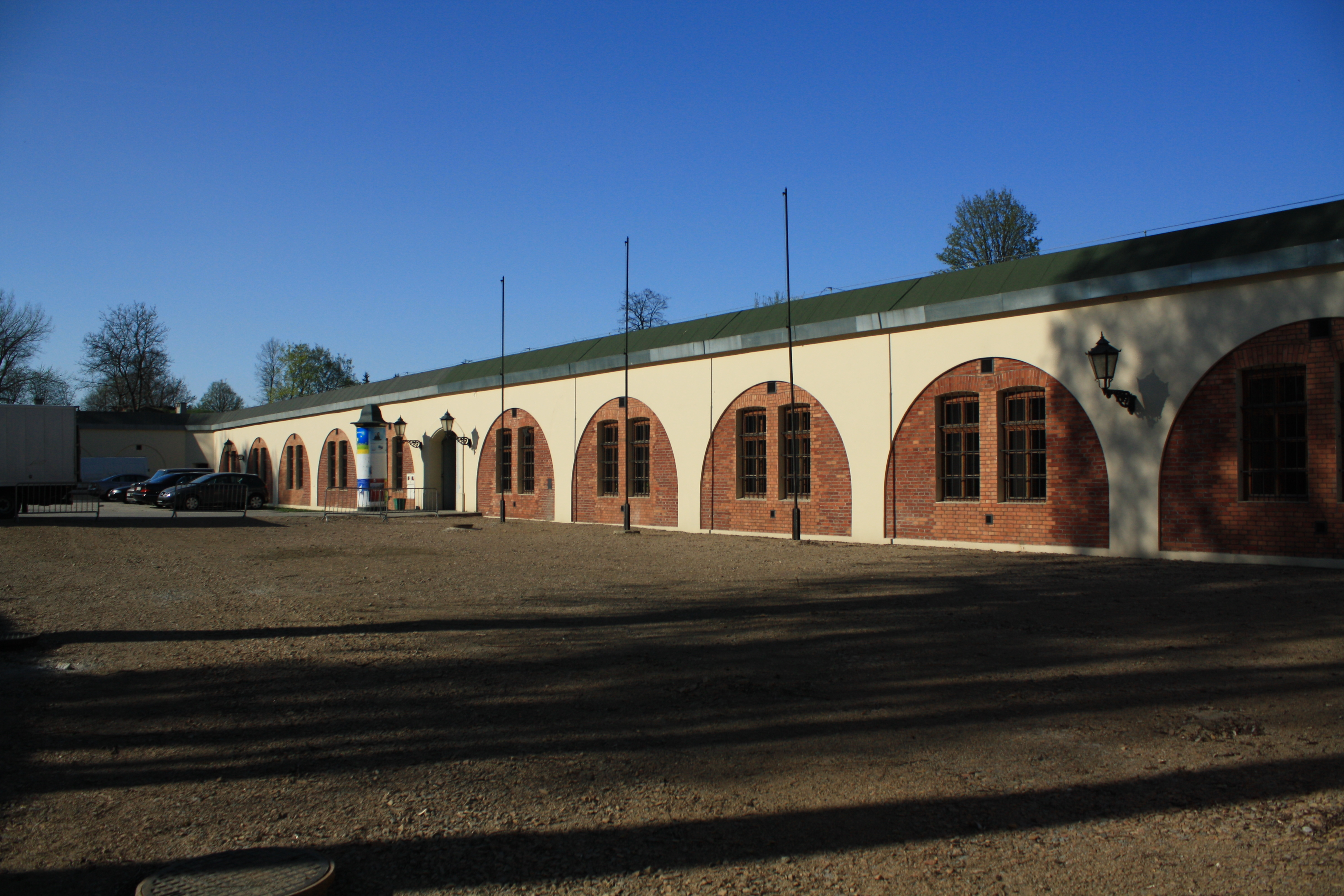
Plac broni za koszarami szyjowymi fortu Krzesławice
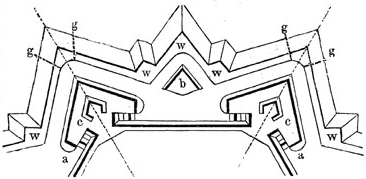
Narys fortyfikacji bastionowej szkoły nowowłoskiej. Place broni zaznaczone W